# (3702) Trubetskaya
(3702) Trubetskaya – planetoida z pasa głównego okrążająca Słońce w ciągu 4 lat i 88 dni w średniej odległości 2,62 j.a. Została odkryta 3 lipca 1970 roku w Krymskim Obserwatorium Astrofizycznym (w Naucznym na Krymie) przez Ludmiłę Czernych. Nazwa planetoidy pochodzi od Jekateriny Iwanowny Trubeckiej (1800–1854), księżniczki, która dobrowolnie (ze swoim mężem, dekabrystą) pozwoliła zesłać się na Syberię. Przed nadaniem nazwy planetoida nosiła oznaczenie tymczasowe (3702) 1970 NB. 